# Armando González
Armando González (1924 –) paraguayi labdarúgó-fedezet.